# La Fundición, Guerrero
La Fundición är en ort i Mexiko.   Den ligger i kommunen Cocula och delstaten Guerrero, i den södra delen av landet, 170 km söder om huvudstaden Mexico City. La Fundición ligger 822 meter över havet och antalet invånare är 269.
Terrängen runt La Fundición är huvudsakligen kuperad, men åt sydost är den bergig. Runt La Fundición är det ganska glesbefolkat, med 42 invånare per kvadratkilometer. Närmaste större samhälle är Nuevo Balsas, 4,4 km nordväst om La Fundición. I omgivningarna runt La Fundición växer huvudsakligen savannskog.